# KMB 2010
KMB 2010 ist ein dänischer Badmintonverein aus Kastrup.

## Geschichte
Der Verein wurde am 25. Mai 2010 gegründet. Die Ursprünge des Vereins gehen auf den Kastrup Magleby Badmintonklub zurück, welcher am 8. Oktober 1935 ins Leben gerufen wurde und einer der erfolgreichsten Vereine Dänemarks im Badminton werden sollte. Acht Mal wurde der KMB dänischer Meister, vier Mal siegte er im Europapokal. Zahlreiche Medaillenerfolge bei dänischen Einzelmeisterschaften komplettieren die Erfolgsbilanz des Kastrup Magleby BK. Im Oktober 2009 wurde vermeldet, dass der Verein in einer tiefen finanziellen Krise steckt, was letztlich zum Zusammenbruch des etwa 1000 Mitglieder starken Vereins führte. Im Mai 2010 entstand mit dem KMB 2010 der Nachfolgeverein.

## Erfolge
| Saison    | Veranstaltung                                    | Disziplin    | Platz | Name                                                                |
| --------- | ------------------------------------------------ | ------------ | ----- | ------------------------------------------------------------------- |
| 1961/1962 | Dänemark: Einzelmeisterschaften der Junioren U15 | Herreneinzel | 1     | Ole Nielsen, Kastrup-Magleby                                        |
| 1962/1963 | Dänemark: Einzelmeisterschaften der Junioren U17 | Herreneinzel | 1     | Ole Nielsen, Kastrup-Magleby                                        |
| 1966/1967 | Dänemark: Einzelmeisterschaften der Junioren U15 | Herreneinzel | 1     | Søren Christensen, Kastrup-Magleby                                  |
| 1967/1968 | Dänemark: Einzelmeisterschaften der Junioren U17 | Herrendoppel | 1     | Harald Eriksen, København / Claus Petersen, Kastrup-Magleby         |
| 1967/1968 | Dänemark: Einzelmeisterschaften der Junioren U17 | Herreneinzel | 1     | Claus Petersen, Kastrup-Magleby                                     |
| 1968/1969 | Dänemark: Einzelmeisterschaften der Junioren U17 | Mixed        | 1     | Søren Christensen, Kastrup-Magleby / Anne Berglund, Østerbro        |
| 1983/1984 | Dänemark: Einzelmeisterschaften der Junioren U15 | Herreneinzel | 1     | Johnny Sørensen, Kastrup-Magleby                                    |
| 1985/1986 | Dänemark: Einzelmeisterschaften der Junioren U17 | Herreneinzel | 1     | Johnny Sørensen, Kastrup                                            |
| 1988/1989 | Dänemark: Einzelmeisterschaften                  | Damendoppel  | 1     | Anne Mette Bille, Skovshoved / Lotte Olsen, Kastrup-Magleby BK      |
| 1989/1990 | Dänemark: Einzelmeisterschaften                  | Mixed        | 1     | Thomas Lund, Kastrup-Magleby / Pernille Dupont, Gentofte BK         |
| 1990/1991 | Dänemark: Einzelmeisterschaften der Junioren U15 | Damendoppel  | 1     | Sara Baldvinsson, Skovshoved / Rina Glyager, Kastrup                |
| 1990/1991 | Dänemark: Einzelmeisterschaften                  | Herrendoppel | 1     | Jon Holst-Christensen, Lillerød / Thomas Lund, Kastrup-Magleby      |
| 1990/1991 | Dänemark: Einzelmeisterschaften                  | Damendoppel  | 1     | Dorte Kjer, Greve Strand / Lotte Olsen, Kastrup-Magleby             |
| 1991/1992 | Dänemark: Einzelmeisterschaften                  | Herrendoppel | 1     | Jon Holst-Christensen, Lillerød / Thomas Lund, Kastrup-Magleby      |
| 1991/1992 | Dänemark: Einzelmeisterschaften                  | Mixed        | 1     | Thomas Lund, Kastrup-Magleby / Pernille Dupont, Gentofte BK         |
| 1992/1993 | Dänemark: Einzelmeisterschaften                  | Mixed        | 1     | Thomas Lund, Kastrup-Magleby / Marlene Thomsen, Skovshoved          |
| 1992/1993 | Dänemark: Seniorenmeisterschaften 50+            | Herrendoppel | 1     | Henning Borch, Kastrup / Carl Bagge, Valby                          |
| 1992/1993 | Dänemark: Einzelmeisterschaften                  | Herrendoppel | 1     | Jon Holst-Christensen, Lillerød / Thomas Lund, Kastrup-Magleby      |
| 1993/1994 | Dänemark: Einzelmeisterschaften                  | Mixed        | 1     | Jon Holst-Christensen, Lillerød / Rikke Olsen, Kastrup-Magleby      |
| 1993/1994 | Dänemark: Seniorenmeisterschaften 55+            | Herrendoppel | 1     | Henning Jørgensen, Greve / Henning Borch, Kastrup-Magleby           |
| 1993/1994 | Dänemark: Einzelmeisterschaften                  | Herrendoppel | 1     | Jon Holst-Christensen, Lillerød / Michael Søgaard, Kastrup-Magleby  |
| 1993/1994 | Dänemark: Einzelmeisterschaften                  | Damendoppel  | 1     | Lisbet Stuer-Lauridsen, Lillerød / Lotte Olsen, Kastrup-Magleby     |
| 1994/1995 | Dänemark: Seniorenmeisterschaften 55+            | Mixed        | 1     | Elvi Høyer, Helsinge / Henning Borch, Kastrup-Magleby               |
| 1994/1995 | Dänemark: Einzelmeisterschaften                  | Herrendoppel | 1     | Jon Holst-Christensen, Lillerød / Thomas Lund, Kastrup-Magleby      |
| 1994/1995 | Dänemark: Einzelmeisterschaften                  | Damendoppel  | 1     | Helene Kirkegaard, Lillerød / Rikke Olsen, Kastrup-Magleby          |
| 1994/1995 | Dänemark: Einzelmeisterschaften                  | Mixed        | 1     | Jon Holst-Christensen, Lillerød / Rikke Olsen, Kastrup-Magleby      |
| 1994/1995 | Dänemark: Seniorenmeisterschaften 55+            | Herrendoppel | 1     | Henning Borch, Kastrup-Magleby / Henning Jørgensen, Greve           |
| 1994/1995 | Dänemark: Einzelmeisterschaften der Junioren U13 | Damendoppel  | 1     | Mie Dalker, Greve / Malene Levinsky, Kastrup-Magleby                |
| 1995/1996 | Dänemark: Einzelmeisterschaften                  | Herrendoppel | 1     | Jon Holst-Christensen, Lillerød / Thomas Lund, Kastrup-Magleby      |
| 1995/1996 | Dänemark: Seniorenmeisterschaften 55+            | Mixed        | 1     | Elvi Høyer Larsen, Helsinge / Henning Borch, Kastrup Magleby        |
| 1996/1997 | Dänemark: Einzelmeisterschaften                  | Herrendoppel | 1     | Jon Holst-Christensen, Lillerød / Michael Søgaard, Kastrup-Magleby  |
| 1997/1998 | Dänemark: Einzelmeisterschaften                  | Mixed        | 1     | Michael Søgaard / Rikke Olsen, Kastrup-Magleby                      |
| 1997/1998 | Dänemark: Mannschaftsmeisterschaft               | Mannschaft   | 1     | Kastrup-Magleby BC                                                  |
| 1997/1998 | Dänemark: Einzelmeisterschaften                  | Damendoppel  | 1     | Rikke Olsen, Kastrup-Magleby / Marlene Thomsen, Skovshoved IF       |
| 1997/1998 | Dänemark: Einzelmeisterschaften                  | Herrendoppel | 1     | Jon Holst-Christensen, Lillerød / Michael Søgaard, Kastrup-Magleby  |
| 1998/1999 | Dänemark: Einzelmeisterschaften                  | Mixed        | 1     | Michael Søgaard / Rikke Olsen, Kastrup-Magleby                      |
| 1998/1999 | Dänemark: Einzelmeisterschaften                  | Damendoppel  | 1     | Mette Schjoldager, Hvidovre BC / Ann-Lou Jørgensen, Kastrup Magleby |
| 1998/1999 | Dänemark: Mannschaftsmeisterschaft               | Mannschaft   | 1     | Kastrup-Magleby BC                                                  |
| 1999/2000 | Dänemark: Einzelmeisterschaften                  | Damendoppel  | 1     | Helene Kirkegaard, Lillerød / Rikke Olsen, Kastrup Magleby          |
| 1999/2000 | Dänemark: Einzelmeisterschaften                  | Mixed        | 1     | Michael Søgaard / Rikke Olsen, Kastrup Magleby                      |
| 1999/2000 | Dänemark: Einzelmeisterschaften                  | Herrendoppel | 1     | Jim Laugesen, Gentofte / Michael Søgaard, Kastrup Magleby           |
| 1999/2000 | Dänemark: Mannschaftsmeisterschaft               | Mannschaft   | 1     | Kastrup-Magleby BC                                                  |
| 2000/2001 | Dänemark: Einzelmeisterschaften                  | Damendoppel  | 1     | Helene Kirkegaard, Lillerød / Rikke Olsen, Kastrup Magleby          |
| 2000/2001 | Dänemark: Einzelmeisterschaften                  | Mixed        | 1     | Michael Søgaard / Rikke Olsen, Kastrup Magleby                      |
| 2002/2003 | Dänemark: Seniorenmeisterschaften 35+            | Damendoppel  | 1     | Gitte Paulsen, Lindholm / Liselotte Bilgrav, Kastrup                |
| 2003/2004 | Dänemark: Einzelmeisterschaften der Junioren U15 | Mixed        | 1     | Kamilla Hermansen, Esbjerg / Mikkel Elbjørn, Kastrup-Magleby        |
| 2003/2004 | Dänemark: Einzelmeisterschaften der Junioren U15 | Herrendoppel | 1     | Martin Baats, Vorup / Mikkel Elbjørn, Kastrup-Magleby               |
| 2004/2005 | Dänemark: Einzelmeisterschaften der Junioren U13 | Herreneinzel | 1     | Mathias Kany, Kastrup                                               |
| 2005/2006 | Dänemark: Einzelmeisterschaften der Junioren U17 | Mixed        | 1     | Mikkel Elbjørn Larsen, Kastrup / Lærke Foldsted, Vendsyssel         |
| 2006/2007 | Dänemark: Einzelmeisterschaften der Junioren U17 | Mixed        | 1     | Mads Pedersen, Solrød Strand / Christina Mogensen, Kastrup KMB      |
| 2006/2007 | Dänemark: Einzelmeisterschaften der Junioren U17 | Damendoppel  | 1     | Anne Skelbæk, Værløse / Christina Mogensen, Kastrup KMB             |
| 2006/2007 | Dänemark: Einzelmeisterschaften der Junioren U15 | Herrendoppel | 1     | Mathias Kany, Kastrup KMB / Carl-Johan Olsen, Herlev Hjorten        |
| 2007/2008 | Dänemark: Einzelmeisterschaften                  | Herrendoppel | 1     | Carsten Mogensen, Kastrup KMB / Mathias Boe, Skælskør               |
| 2007/2008 | Dänemark: Einzelmeisterschaften                  | Mixed        | 1     | Joachim Fischer / Ann-Lou Jørgensen, Kastrup KMB                    |
| 2007/2008 | Dänemark: Einzelmeisterschaften der Junioren U19 | Herrendoppel | 1     | Mikkel Elbjørn Larsen, Kastrup KMB / Anders S. Rasmussen, Højbjerg  |
| 2007/2008 | Dänemark: Einzelmeisterschaften der Junioren U19 | Mixed        | 1     | Maria Helsbøl, Værløse / Mikkel Elbjørn Larsen, Kastrup KMB         |
| 2009/2010 | Dänemark: Einzelmeisterschaften der Junioren U17 | Herrendoppel | 1     | Frederik Colberg, Holbæk / Kasper Paulsen, Kastrup KMB              |
| 2009/2010 | Dänemark: Einzelmeisterschaften                  | Damendoppel  | 1     | Marie Røpke / Helle Nielsen, Gentofte, Kastrup KMB                  |